# 大田乡 (赣州市)
大田乡，是中华人民共和国江西省赣州市赣县区下辖的一个乡镇级行政单位。

## 行政区划
大田乡下辖以下地区：
大田村、高排村、夏湖村、大坳村、信江村、雁鹅村、中团村、杜屋村和云洲村。